# Sonia Dresdel
Sonia Dresdel (5 de mayo de 1909 – 18 de enero de 1976) fue una actriz británica, con una carrera que abarcó desde la década de 1940 hasta la de 1970. 

## Biografía
Su verdadero nombre era Lois Obee, y nació en Hornsea, Inglaterra, siendo educada en la Aberdeen High School for Girls. 
Su primer papel en el film de 1947 While I Live le valió el favor de la crítica. En la película interpretaba a Julia Trevelyan, una solterona que vivía en una casa sobre un acantilado en Cornualles, y que estaba obsesionada por la muerte de su hermana, ocurrida 25 años antes.
Su papel más notable fue el de "Mrs. Baines" en la película de 1948 El ídolo caído, basada en la obra de Graham Greene y protagonizada por Ralph Richardson y Michèle Morgan. El film fue nominado al Óscar al mejor director (Sir Carol Reed) y al mejor guion original.
Sonia Dresdel falleció por causas indeterminadas en 1976 en Canterbury, Inglaterra. Tenía 66 años de edad. 

## Filmografía (incompleta)
- While I Live (1947), como Julia Trevelyan
- El ídolo caído (1948), como Mrs. Baines
- The Clouded Yellow (1951), como Jess Fenton
- George and the Dragon (1967-1968), como Priscilla
- Public Eye (1968), como Mrs. Briggs
- Dixon of Dock Green (1968), como Mrs. Dewar
- The Caesars (1968), como Livia
- The Man in the Iron Mask (1968), como Duquesa de Chevreuse
- Boy Meets Girl (1968), como Princesa di San Fernande
- ITV Saturday Night Theatre (1969), como Miss Despencer
- Wicked Women (1970), como Mrs. Boding
- Bachelor Father (1970-1971), como Madre
- Paul Temple (1971), como Agnes Armadyne
- Wives and Daughters (1971), como Lady Pont
- The Onedin Line (1972), como Lady Lazenby
- The Strauss Family (1972), como Lucari
- Lady Caroline Lamb (1972), como Lady Pont
- Lizzie Dripping (1973), como La Bruja
- Owen, MD (1973), como Threnody Piper
- The Pallisers (1974), como la marquesa de Auld Reekie